# Wyroby seropodobne

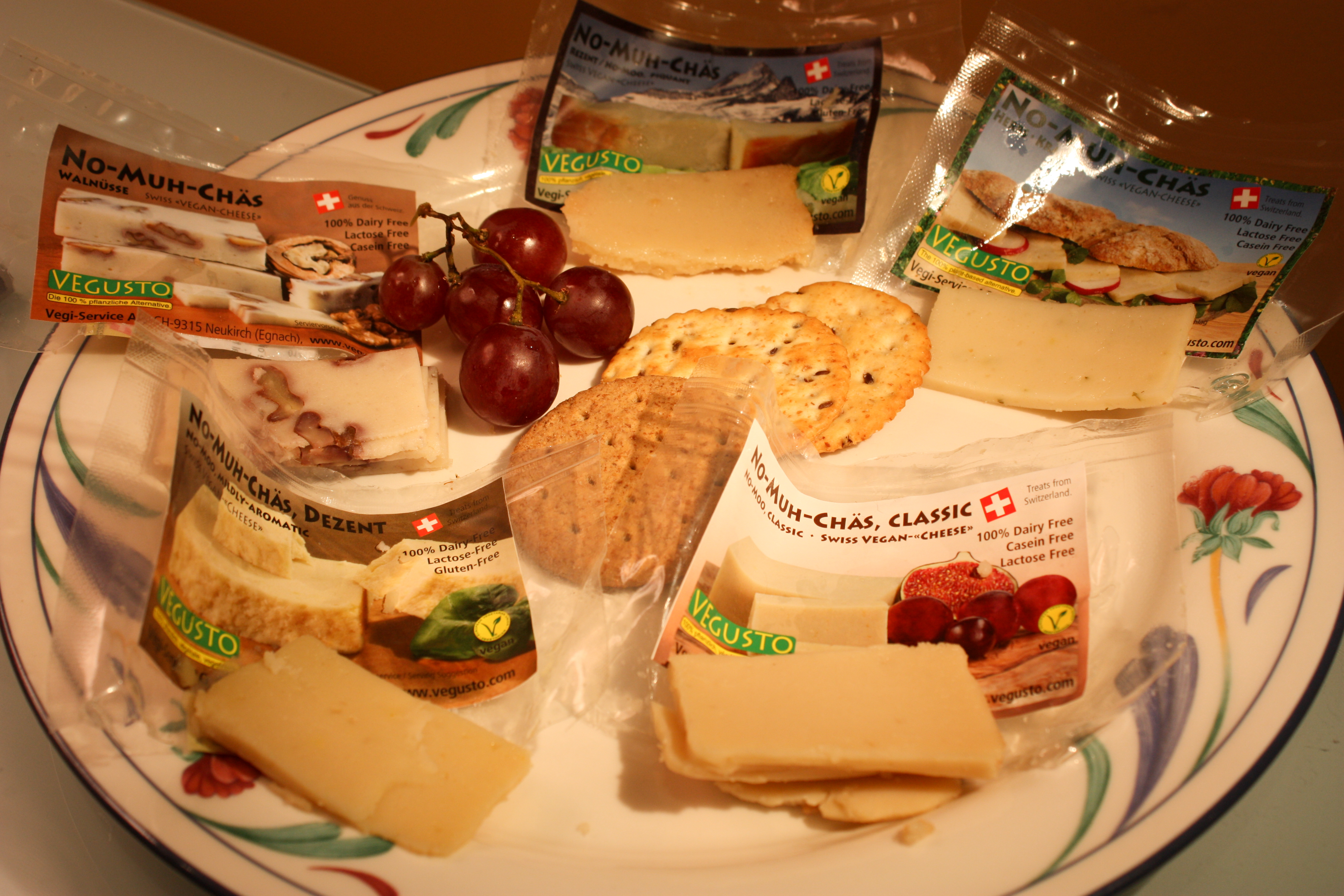
Wyroby seropodobne

Wyroby seropodobne (ser seropodobny) – produkt spożywczy, substytut sera. Może być otrzymywany z obróbki mieszaniny mleka z tłuszczem roślinnym, czasami też mlekiem w proszku i skrobią pszenną lub – w wypadku tzw. serów wegańskich – z produktów roślinnych.
Technologia wytwarzania jest podobna do produkcji sera żółtego.
Ze względu na tańsze składniki często jest stosowany w fast foodach i sprzedawany w sklepach za niższa cenę niż ser.

## Regulacje
Decyzją Trybunału Sprawiedliwości Unii Europejskiej z 2017 termin „ser” co do zasady zarezerwowany jest wyłącznie dla produktu z mleka zwierzęcego, tak samo ma się sytuacja w wypadku pojęć: mleko, śmietana, chantilly, masło, ser i jogurt z pojedynczymi wyjątkami.